# Garlica freytagi
Garlica freytagi är en insektsart som beskrevs av Blocker 1990. Garlica freytagi ingår i släktet Garlica och familjen dvärgstritar. Inga underarter finns listade i Catalogue of Life.